# Liste der Flaggen im Erzgebirgskreis
Die Liste der Flaggen im Erzgebirgskreis listet die aktuellen und historischen Kommunalflaggen im Erzgebirgskreis auf. Erklärungen in Geschichte der Sächsischen Kommunalflaggen
| Kreis           | Hissflagge | Banner | Kommentare |
| --------------- | ---------- | ------ | --- |
| Erzgebirgskreis |            |        | Genehmigt * am 18. Dezember 2008: „Zwei gleich breite Querstreifen in den Farben Grün-Weiß mit in der Mitte aufgelegtem Landkreiswappen.“ |

## Städte und Gemeinden

### Amtsberg

Flagge genehmigt am 16. April 2019

### Annaberg-Buchholz
am 1. Oktober 1949 fusioniert

Flagge von 1949 -  2020
Flagge am 28. Juli 2020 genehmigt

Annaberg, Farben 1896 genehmigt
Annaberg, Flagge 1934
Buchholz, Farben 1898 genehmigt

### Aue-Bad Schlema
am 1. Januar 2019 fusioniert

Flagge am 23. Februar 2021 genehmigt
Flagge nach Hauptsatzung von 2019

Aue, Flagge nach Foto
Bad Schlema, Flagge am 6. April 1998 genehmigt

### Bockau

Flagge ungenehmigt, nach Foto 2003

### Börnichen

Flagge (blau-weiß-blau 1:6:1) am 17. Februar 1997 genehmigt

### Breitenbrunn

Flagge ungenehmigt, Foto 2008

Erlabrunn, eingemeindet am 1. Juli 2005, Flagge am 8. April 1994 genehmigt
Rittersgrün, eingemeindet am 1. Januar 2007, Flagge am 18. Dezember 1998 genehmigt

### Burghardtsdorf

Flagge am 11. Dezember 2001 genehmigt

### Drebach
am 1. Januar 2010 fusioniert

Drebach, Flagge am 1. Januar 1939 genehmigt

### Ehrenfriedersdorf

Flagge 1910 genehmigt
Flagge 1938 genehmigt
Flagge nach Foto 2018 von der Stadtverwaltung

### Eibenstock

Farben 1901 genehmigt
Flagge 2009 genehmigt

### Elterlein

Farben im 19. Jahrhundert angenommen
Farben 1899 genehmigt
Flagge nach Foto 2004

### Gelenau

Flagge am 23. Oktober 1996 genehmigt
Flagge am 24. August 2022 genehmigt

### Geyer

Farben 1902 genehmigt
Flagge nach Foto 2017
Nach Foto 2017

### Gornau
- Flagge nach Foto[27]

### Großolbersdorf

Flagge am 21. März 1997 genehmigt
Wappen am 21. November 2010 geändert

### Großrückertswalde

Flagge am 11. Juni 1998 genehmigt

### Grünhain-Beierfeld
am 1. Januar 2005 fusioniert

Flagge nach Foto

Beierfeld, Flagge ungenehmigt
Grünhain, Farben im 19. Jahrhundert angenommen
Grünhain, Farben seit ca. 1918
Waschleithe, Flagge am 7. Juni 1996 geehmigt

### Grünhainichen

am 1. März 2009 fusioniert

Grünhainichen, Flagge (1:8:1) am 25. Juni 1996 genehmigt
Waldkirchen, Flagge am 1. April 1997 genehmgt

### Hohndorf

Flagge (blau-gelb-blau 1:3:1) am 24. August 1995 genehmigt

### Jahnsdorf

Flagge am 31. Mai 2000 genehmigt
Leukersdorf, am 1. Januar 1999 eingemeindet, Flagge am 25. Oktober 1994 genehmigt

### Johanngeorgenstadt

Farben von 1848
Farbe 1897 genehmigt
Flagge nach Foto 2018

### Jöhstadt

Farben 1914 genehmigt
Flagge nach Foto von der Stadtverwaltung

### Lauter-Bernsbach
am 1. Januar 2013 fusioniert

Flagge am 8. April 2013 genehmigt

### Lößnitz

Farbe 1896 genehmigt
Flagge nach Foto

### Lugau

Farben 1924 genehmigt
Flagge am 8. Februar 1996 genehmigt

### Marienberg

Farben 1897 genehmigt
Flagge nach Foto
Zöblitz, am 31. Dezember 2012 eingemeindet, Farben 1896 genehmigt

### Mildenau

Flagge am 4. Oktober 1994 genehmigt
Arnsfeld, am 1. Januar 1999 eingemeindet, Flagge am 12. April 1994 genehmigt

### Oberwiesenthal
am 1. September 1921 fusioniert

Farben 1923 genehmigt

Oberwiesenthal, Farben 1896 genehmigt
Unterwiesenthal, Farben seit 1848

### Pockau-Lengefeld
am 1. Januar 2014 fusioniert

Flagge am 15. Januar 2015 genehmigt

Farben im 19. Jahrhundert angenommen
Farben 1898 genehmigt
Lengefeld, Foto

### Raschau-Markersbach
am 1. Januar 2008 fusioniert

Raschau-Markersbach
Raschau, Flagge am 22. Januar 1994 genehmigt

### Scheibenberg

Farben im 1894 angenommen
Farben 1899 genehmigt
Flagge seit 1994

### Schlettau

Farben 1922 genehmigt

### Schneeberg

Farben 1897 genehmigt
Flagge Nachweis 1934[65] und Hauptsatzung 1993

Flagge nach Foto
Neustädtel, 1939 eingemeindet, Farben 1897 genehmigt
Flagge nach Foto
- Neustädtel, 1939 eingemeindet, Farben 1897 genehmigt[67]

### Schönheide

Flagge am 21. Juli 1997 genehmigt

### Schwarzenberg

Farben 1848 angenommen
Farben 1897 genehmigt
Flagge am 14. Juli 1997 genehmigt
Foto

### Sehmatal

Flagge am 4. Juni 2003 genehmigt

Cranzahl, Flagge am 10. Dezember 1996 genehmigt
Sehma, Flagge (1:3:1) am 21. Mai 1997 genehmigt

### Stollberg

Im 19. Jahrhundert angenommen
Farben 1897 genehmigt
Banner
Hissflagge

### Thalheim

Farben 1929 genehmigt
Flagge,  Nachweis 1995
Aktuelle Flagge

### Thermalbad Wiesenbad

Wiesenbad
Wiesa, eingemeindet am 1. Januar 1999, Flagge am 12. September 1994 genehmigt

### Thum
am 1. Januar 1999 fusioniert

Flagge am 15. November 2000 genehmigt

Jahnsbach, Flagge ungenehmigt
Thum, Farben 1897 genehmigt

### Wolkenstein

Flagge 1890 angenommen
Banner
Flagge

### Zschopau

Farben 1996 genehmigt
Banner
Schmuckfahne im Ratssaal

### Zschorlau

Flagge nach Foto

### Zwönitz

Farben 1897 genehmigt
Flagge nach Foto
Hormersdorf, am 1. Januar 2013 eingemeindet, Flagge (1:3:1) am 14. April 1997 genehmigt

## Einzellnachweise
1. ↑  Der Landrat des Erzgebirgskreises: Dienstordnung DO Nr. 3 „Wappen-/Flaggenordnung“
2. ↑  Sächsische Wappenrolle im Hauptstaatsarchiv Dresden
3. ↑  Sächsische Wappenrolle im Hauptstaatsarchiv Dresden
4. ↑  10707  Sächsisches Hauptstaatsarchiv, Nr. 5574
5. ↑  10707  Sächsisches Hauptstaatsarchiv
6. ↑  10707  Sächsisches Hauptstaatsarchiv, Nr. 5574
7. ↑  Sächsische Wappenrolle im Hauptstaatsarchiv Dresden
8. ↑  Sächsische Wappenrolle im Hauptstaatsarchiv Dresden
9. ↑  Wurzelfest 2003. In: Amtsblatt der Gemeinde Bockau. Nr. 9, 2003, S. 1.
10. ↑  Sächsische Wappenrolle im Hauptstaatsarchiv Dresden
11. ↑  15 Jahre Gemeindepartnerschaft Münstertal – Rittersgrün/Breitenbrunn. In: Amtsblatt der Gemeinde Breitenbrunn/Erzgebirge. 2008, S. 13, 14.
12. ↑  Sächsische Wappenrolle im Hauptstaatsarchiv Dresden
13. ↑  Kreisarchiv Erzgebirgskreis
14. ↑  Sächsische Wappenrolle im Hauptstaatsarchiv Dresden
15. ↑  10707 Sächsisches Hauptstaatsarchiv Nr. 5603
16. ↑  10707  Sächsisches Hauptstaatsarchiv, Nr. 5569
17. ↑  Genehmigungsurkunde
18. ↑  10707  Sächsisches Hauptstaatsarchiv, Nr. 5569
19. ↑  Sächsische Wappenrolle im Hauptstaatsarchiv Dresden
20. ↑  Otto Posse: Die Wappen und Farben der Städte des Königreichs Sachsen. Zittau 1896, S. 12.
21. ↑  10707  Sächsisches Hauptstaatsarchiv, Nr. 5569
22. ↑  Sächsische Wappenrolle im Hauptstaatsarchiv Dresden
23. ↑  Sächsische Wappenrolle im Hauptstaatsarchiv Dresden
24. ↑  Martin Lauckner: Die Städtewappen im einst mark-meißnischen Gebiet. Ehrenfriedersdorf 1936, S. 54.
25. ↑  Geyer – Festumzug 550 Jahre Stadtrecht 2017. partnerschaftsverein-schwarzenbruck, 2017, abgerufen am 5. Juli 2025.
26. ↑  Geyer – Festumzug 550 Jahre Stadtrecht 2017. partnerschaftsverein-schwarzenbruck, 2017, abgerufen am 5. Juli 2025.
27. ↑  Gornaus Bürgermeister plant Start ins Hauptamt. Freie Presse, 13. September 2022, abgerufen am 5. Juli 2025.
28. ↑  Sächsische Wappenrolle im Hauptstaatsarchiv Dresden
29. ↑  Sächsische Wappenrolle im Hauptstaatsarchiv Dresden
30. ↑  Sächsische Wappenrolle im Hauptstaatsarchiv Dresden
31. ↑  Rathaus Grünhain-Beierfeld. Stadt Schwarzenberg, 2025, abgerufen am 5. Juli 2025.
32. ↑  Otto Posse: Die Wappen und Farben der Städte des Königreichs Sachsen. Zittau 1896, S. 11.
33. ↑  10707  Sächsisches Hauptstaatsarchiv, Nr. 5633
34. ↑  Sächsische Wappenrolle im Hauptstaatsarchiv Dresden
35. ↑  Sächsische Wappenrolle im Hauptstaatsarchiv Dresden
36. ↑  Sächsische Wappenrolle im Hauptstaatsarchiv Dresden
37. ↑  Sächsische Wappenrolle im Hauptstaatsarchiv Dresden
38. ↑  Sächsische Wappenrolle im Hauptstaatsarchiv Dresden
39. ↑  Sächsische Wappenrolle im Hauptstaatsarchiv Dresden
40. ↑  Otto Posse: Die Wappen und Farben der Städte des Königreichs Sachsen. Zittau 1896, S. 12.
41. ↑  10707  Sächsisches Hauptstaatsarchiv, Nr. 5569
42. ↑  Martin Lauckner: Die Städtewappen im einst mark-meißnischen Gebiet. Ehrenfriedersdorf 1936, S. 66,67.
43. ↑  10707  Sächsisches Hauptstaatsarchiv, Nr. 5569
44. ↑  10707  Sächsisches Hauptstaatsarchiv, Nr. 5569
45. ↑  Foto von der Stadtverwaltung
46. ↑  10707 Sächsisches Hauptstaatsarchiv Nr. 5672
47. ↑  Sächsische Wappenrolle im Hauptstaatsarchiv Dresden
48. ↑  Martin Lauckner: Die Städtewappen im einst mark-meißnischen Gebiet. Ehrenfriedersdorf 1936, S. 78.
49. ↑  Offizielle Gedenk-Medaille zum Stadtjubiläum ab sofort bestellbar ⚒. In: facebook. Bergstadt Marienberg, 8. Oktober 2021, abgerufen am 5. Juli 2025.
50. ↑  10707  Sächsisches Hauptstaatsarchiv, Nr. 5569
51. ↑  Sächsische Wappenrolle im Hauptstaatsarchiv Dresden
52. ↑  Sächsische Wappenrolle im Hauptstaatsarchiv Dresden
53. ↑  10707  Sächsisches Hauptstaatsarchiv, Nr. 5699
54. ↑  10707  Sächsisches Hauptstaatsarchiv, Nr. 5569
55. ↑  10707  Sächsisches Hauptstaatsarchiv, Nr. 5570
56. ↑  Sächsische Wappenrolle im Hauptstaatsarchiv Dresden
57. ↑  Otto Posse: Die Wappen und Farben der Städte des Königreichs Sachsen. Zittau 1896, S. 10.
58. ↑  10707  Sächsisches Hauptstaatsarchiv, Nr. 5569
59. ↑  Sächsische Wappenrolle im Hauptstaatsarchiv Dresden
60. ↑  Otto Posse: Die Wappen und Farben der Städte des Königreichs Sachsen. Zittau 1896, S. 11.
61. ↑  10707  Sächsisches Hauptstaatsarchiv, Nr. 5569
62. ↑  Hauptsatzung von 1994
63. ↑  10707 Sächsisches Hauptstaatsarchiv Nr. 5736
64. ↑  10707  Sächsisches Hauptstaatsarchiv, Nr. 5569
65. ↑  10707  Sächsisches Hauptstaatsarchiv, Nr. 5562
66. ↑  Hauptsatzung
67. ↑  10707  Sächsisches Hauptstaatsarchiv, Nr. 5569
68. ↑  Sächsische Wappenrolle im Hauptstaatsarchiv Dresden
69. ↑  Otto Posse: Die Wappen und Farben der Städte des Königreichs Sachsen. Zittau 1896, S. 12.
70. ↑  10707  Sächsisches Hauptstaatsarchiv, Nr. 5569
71. ↑  Sächsische Wappenrolle im Hauptstaatsarchiv Dresden
72. ↑  Beflaggung vor dem Borchener Rathaus. 2007 (Foto).
73. ↑  Sächsische Wappenrolle im Hauptstaatsarchiv Dresden
74. ↑  Sächsische Wappenrolle im Hauptstaatsarchiv Dresden
75. ↑  Sächsische Wappenrolle im Hauptstaatsarchiv Dresden
76. ↑  Otto Posse: Die Wappen und Farben der Städte des Königreichs Sachsen. Zittau 1896, S. 12.
77. ↑  10707  Sächsisches Hauptstaatsarchiv, Nr. 5569
78. ↑  Neujahrsempfang des Bürgermeisters. In: facebook. Stadtkapelle Stollberg, 6. Januar 2018, abgerufen am 7. Juli 2025.
79. ↑  In den Stadtrat gewählt und doch nicht dabei. In: ERZTV. facebook, 27. Mai 2019, abgerufen am 7. Juli 2025.
80. ↑  Martin Lauckner: Die Städtewappen im einst mark-meißnischen Gebiet. Ehrenfriedersdorf 1936, S. 119.
81. ↑  Grundsteinlegung Freizeitbad Thalheim. In: Thalheimer. Nr. 5, 1995, S. 1.
82. ↑  Thalheimer Flagge geht um die Welt. In: radioerzgebirge. 9. März 2019, abgerufen am 14. Juli 2025.
83. ↑  Sächsische Wappenrolle im Hauptstaatsarchiv Dresden
84. ↑  Sächsische Wappenrolle im Hauptstaatsarchiv Dresden
85. ↑  Martin Lauckner: Die Städtewappen im einst mark-meißnischen Gebiet. Ehrenfriedersdorf, S. 121.
86. ↑  Otto Posse: Die Wappen und Farben der Städte des Königreichs Sachsen. Zittau 1896, S. 12.
87. ↑  Impressionen 20. Burgfest. In: Wolkensteiner Anzeiger. Nr. 6, 18. Juni 2011, S. 3.
88. ↑  20. Burgfest in Wolkenstein/Sachsen -D- 2011. 2011, abgerufen am 7. Juli 2025.
89. ↑  Martin Lauckner: Die Städtewappen im einst mark-meißnischen Gebiet. Ehrenfriedersdorf 1936, S. 129.
90. ↑  Sommerverlockung in der Partnerstadt Louny. In: Zschopau (Hrsg.): Stadt Kurier. Nr. 9. Zschopau 2009, S. 3.
91. ↑  Informationen zur 8. Stadtratssitzung vom 12.02.2025. In: Stadt Zschopau. 12. Februar 2025, abgerufen am 16. Juli 2025.
92. ↑  Mitglieder. Zweckverband Muldentalradweg, 2025, abgerufen am 7. Juli 2025.
93. ↑  10707  Sächsisches Hauptstaatsarchiv, Nr. 5569
94. ↑  Festakt zur Verleihung der Zwönitzer Verdienstmedaillen. Zwölnitzer Online Anzeiger, 12. Oktober 2022, abgerufen am 7. Juli 2025.
95. ↑  Sächsische Wappenrolle im Hauptstaatsarchiv Dresden

Landesflagge ||
Landkreisflaggen |
Flaggen kreisfreier Städte ||
Bautzen |
Erzgebirgskreis |
Görlitz |
Leipzig |
Meißen |
Mittelsachsen |
Nordsachsen |
Sächsische Schweiz-Osterzgebirge |
Vogtlandkreis |
Zwickau